# Melphinyet unistriga
Melphinyet unistriga is een vlinder uit de familie van de dikkopjes (Hesperiidae). De soort is voor het eerst wetenschappelijk beschreven als Parnara unistriga door William Jacob Holland in een publicatie uit 1893.
De soort komt voor in de bossen van Guinee, Sierra Leone, Liberia, Ivoorkust, Ghana, Togo, Nigeria, Kameroen, Gabon, Centraal-Afrikaanse Republiek, Congo-Brazzaville, Congo-Kinshasa en Oeganda.